# Nightmare (formație)
Nightmare (ナイトメア Naitomea?) este o formație japoneză de visual kei formată în anul 2000.

## Membri
- Yomi - Voce
- Sakito - Chitară
- Hitsugi - Chitară
- Ni~ya - Chitară bas
- Ruka - Tobe

## Discografie
- Ultimate Circus (2003)
- Livid (2004)
- Anima (2006)
- The World Ruler (2007)
- Killer Show (2008)
- Majestical Parade (2009)
- Nightmare (2011)
- Scums (2013)
- To Be or Not to Be (2014)
- Carpe Diem (2015)